# José Inocencio Arias
José Inocencio Arias Otero (Buenos Aires, 28 dicembre 1846 – La Plata, 12 settembre 1912) è stato un militare e politico argentino.
Partecipò all'ultima fase delle guerre civili argentine e fu in seguito eletto governatore della provincia di Buenos Aires.

## Biografia

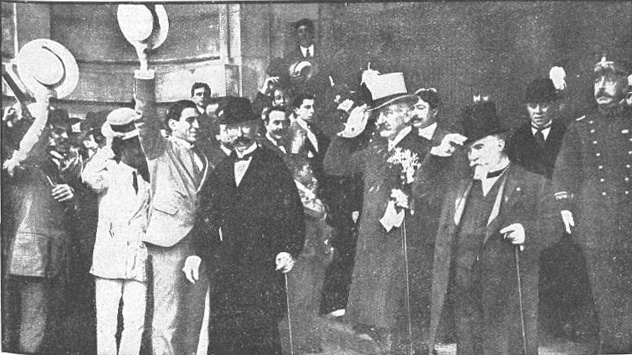

Nato a Buenos Aires il 28 dicembre 1846 da José Florencio Arias e da Mercedes Otero, José Inocencio Arias si arruolò come volontario nell'esercito a 15 anni, alla vigilia della battaglia di Pavón, che fu il suo battesimo del fuoco. Partecipò in seguito come ufficiale alla guerra della triplice alleanza.
Tornato in patria con il grado di tenente colonnello, fu protagonista di un importante episodio della guerra civile: il 26 novembre 1874, al comando di un reggimento di 900 soldati, sconfisse nella battaglia di La Verde l'esercito ribelle composto da più di 5 000 unità e guidato da Bartolomé Mitre. Lo stesso Mitre gli si arrese il 2 dicembre dello stesso anno nella località di Junín. In seguito fu incaricato dal governo nazionale di diverse missioni diplomatiche e militari nelle turbolente province dell'interno.
Nel 1880 si unì alle forze ribelli della provincia di Buenos Aires contro l'esercito nazionale; al comando di truppe male addestrate e pessimamente armate fu sconfitto nei combattimenti di Olivera, Puente de Barraca e Corrales, non riuscendo così ad impedire la vittoria dell'esercito allestito dal governo nazionale. In seguito fu eletto varie volte deputato nazionale. Tra il 1894 e il 1898 fu vicegovernatore della Provincia di Buenos Aires.
Eletto governatore provinciale nel 1910, José Inocencio Arias morì nel carico delle sue funzioni il 12 settembre 1912.